# Українські зошити
Українські зошити: спогади про часи УРСР (італ. Quaderni Ucraini: Memorie dai tempi dell'URSS) — графічний роман італійського художника коміксів Іґорта (справжнє ім'я — Іґор Тувері), в якому розповідається про життя в радянській Україні, зокрема, про Голодомор 1932—1933 років в Україні. Перекладений французькою, англійською, німецькою та польською мовами.

## Сюжет
Основу книги складають спогади чотирьох звичайних літніх людей про їхнє життя за часів УРСР. Одна з персонажів, 80-річна Серафима Андріївна, розповідає про пережиті нею часи Голодомору 1932—1933 років, згадує вулиці, завалені трупами померлих від голоду людей, і випадки канібалізму. Інший персонаж, 83-річна пенсіонерка Марія Іванівна, яка змушена просити милостиню, бо витрачає усю свою пенсію на ліки, також згадує голодні 1930-ті роки, але ностальгує за часами правління Брежнєва, коли продукти були дешевими. Ностальгію за СРСР виказує і 78-річний колишній колгоспник Микола Васильович, який у сучасній Україні відчуває себе загубленим без рідного колгоспу. Він розповідає про окупацію його села нацистами в часи Другої Світової війни, про післявоєнні роки при Сталіні та Брежнєві. Четвертий персонаж — Анатолій, життя якого назавжди змінила Чорнобильська катастрофа.
|                           | Я хотів показати не Історію з великої літери, а маленьку, особисту історію. Тому я працював як журналіст, розмовляючи з людьми і уникаючи найменшої вигадки, навіть коли вона сама просилася для зв'язки сюжету |
| — Іґорт, Історична правда | |

У 2014 році Іґорт перевидав книгу, додавши главу про війну на Донбасі. У новій главі з'явилася низка нових персонажів, центральний з них — молодий російський моряк Євгеній, який, потрапивши на війну, незабаром відмовляється воювати «проти своїх братів» і наступного дня «випадково» гине під колесами вантажного автомобіля. Російське військове командування відмовляється перевезти тіло Євгенія до рідного Омська, стверджуючи, що на момент загибелі під Луганськом Євгеній вже пішов у відставку.

## Історія створення і видання
Автор книги, італійський художник коміксів Іґорт первісно планував написати книгу про будинки і дачі, де жив російський письменник Антон Чехов. З цією метою він поїхав у подорож чеховськими місцями України, зокрема, відвідав Ялту. Втім, протягом своєї мандрівки митець зустрівся з багатьма пересічними українцями від яких почув трагічні, і навіть шокуючі спогади про життя в тоталітарні радянські часи, про Голодомор і нацистську окупацію в Другій світовій війні. Вирішивши написати нову книгу, Іґорт на півтора роки оселився у Дніпрі, мандрував центральною та східною Україною, досліджував архівні матеріали, спілкувався з пересічними українцями. За словами автора він раніше ніколи не чув про Голодомор 1932—1933 років, про його штучну природу, про загибель від голоду мільйонів українців.
Італійське видання накладом у 10 000 примірників вийшло у 2010 році, а в листопаді того ж року вийшов французький переклад. У жовтні 2011 року німецьке видання «Українських зошитів» презентували на книжковому ярмарку у Франкфурті-на-Майні. У 2013 році роман переклали польською. Автор книги заявляв про плани перекласти «Українські зошити» українською мовою, проте станом на 2020 рік ці плани не були втілені в життя.
У 2014 році вийшло нове видання «Українських зошитів», доповнене главою про війну на Донбасі. На думку автора, російсько-українська війна є наслідком подій, описаних в «Українських зошитах».
|                         | Це справді продовження. Я був в Україні, коли Путін напав на Грузію. І пам'ятаю, як українці запитували одне одного: наступні — ми? Але я сподівався, що цього не станеться... |
| — Іґорт, Deutsche Welle | |

## Сприйняття книги
Графічний роман «Українські зошити» отримав спеціальний приз Неапольського комік-кону та нагороду «Приз за вшанування пам'яті Голодомору».
Іґорт, який має ліві погляди, стверджував, що отримав низку докорів та навіть погроз від своїх знайомих лівих, які були стурбовані тим, що відверта розповідь про Голодомор компрометує комуністичні ідеї та дає змогу правим «маніпулювати фактами». З іншого боку, за його словами він отримав велику підтримку з боку української діаспори.